# Juan Bautista Alvarado
Juan Bautista Valentín Alvarado y Vallejo (14 de febrero de 1809 – 13 de julio de 1882) fue un californio (distíngase del gentilicio moderno "californiano"), gobernador de la Alta California de 1837 a 1842. En 1836, dirigió un golpe para capturar Monterrey y autonombrarse gobernador, respaldado por la gente del norte de California, y por el Capitán Isaac Graham y sus "Tennessee Rifles". Alvarado declaró la  independencia de California pero, después de negociar con la Diputación territorial, admitió la pertenencia a México a cambio de más autonomía regional, además de ser nombrado gobernador de Las Californias, desde 1837 hasta 1842.

## Juventud
Alvarado nació en Monterrey, Alta California, de José Francisco Alvarado y María Josefa Vallejo. Su abuelo, Juan Bautista Alvarado, se alistó en el destacamento de Gaspar de Portolà (1769). Su padre murió pocos meses después de su nacimiento y su madre se volvió a casar tres años después, dejando a Juan Bautista al cuidado de sus abuelos en el lado de Vallejo, donde él y Mariano Guadalupe Vallejo crecieron juntos. Ambos fueron educados por William Edward Petty Hartnell, un comerciante inglés que vivía en Monterrey.
En 1827, Alvarado, de dieciocho años, fue contratado como secretario de la legislatura territorial. En 1829 fue arrestado brevemente junto con Vallejo y otro amigo, José Castro, por soldados involucrados en la revuelta militar dirigida por Joaquín Solís. En 1831 construyó una casa en Monterrey para su amante, Juliana Francisca Ramona y Castillo, a quien llamó "Raymunda", para vivir en ella (o, más probablemente, su hermana, María Reymunda Castillo). La pareja tuvo al menos dos hijas ilegítimas a las que reconoció (Estefanía del Rosario, nacida en 1834, y María Francisca de la Asunción nacida en 1836) y tal vez varias más que no reconoció, pero él nunca se casó con la madre. Durante este período, Alvarado comenzó a beber mucho. Una de sus hijas afirmó que Raymunda se había negado a casarse con Alvarado debido a su consumo excesivo de alcohol.

### Apoyo a la secularización
Alvarado apoyó la secularización de las misiones españolas en California. Fue designado por José María de Echeandía para supervisar la entrega de la Misión San Miguel, a pesar de que Echeandía ya no era gobernador.El nuevo gobernador, Manuel Victoria, rescindió la orden e intentó que Alvarado y Castro fueran arrestados. La pareja huyó y fueron escondidos por su viejo amigo Vallejo, que se había convertido en ayudante en el Presidio de San Francisco. Sin embargo, Victoria era impopular y Echeandía derrocó su gobierno y lo reemplazó por Pío Pico a fines de 1831. La secularización de las misiones se reanudó en 1833.
En 1834 Alvarado fue elegido para la legislatura como delegado y nombrado inspector de aduanas en Monterrey. El gobernador José Figueroa otorgó a Rancho El Sur, el vasto desierto al sur de Monterrey, a Alvarado el 30 de octubre de 1834.

### Movimiento de Independencia
Después de la muerte de Figueroa en septiembre de 1835, Nicolás Gutiérrez fue nombrado gobernador interino en enero de 1836. Fue reemplazado por Mariano Chico en abril, pero Chico era muy impopular. Sus agentes de inteligencia le dijeron que se estaba gestando otra revuelta californiana, por lo que huyó a México alegando que planeaba reunir tropas contra los californianos independientes. Sin embargo, México le censuró por abandonar su puesto. Gutiérrez, el comandante militar, volvió a asumir el cargo de gobernador, pero al igual que los gobernadores mexicanos anteriores, se vio obligado a huir por la oposición de los californianos. Como miembros sénior de la legislatura, Alvarado y Castro, con el apoyo político de Vallejo y el respaldo de los hombres de Tennessee liderados por el capitán Isaac Graham, organizaron una revuelta en noviembre de 1836 y expulsaron a Gutiérrez del país.
Los Californios libres de Alvarado adoptaron una nueva bandera, una estrella roja sobre un fondo blanco, pero no fue utilizada después de que Alvarado hiciera las paces con México.

## Gobernador
En abril de 1840, un informe de una revuelta planeada contra Alvarado por un grupo de extranjeros, encabezado por el ex aliado Isaac Graham, hizo que el gobernador ordenara su arresto y deportación a la Ciudad de México para ser juzgado. Sin embargo, finalmente fueron absueltos de todos los cargos en junio de 1841. También en 1841, los líderes políticos de los Estados Unidos estaban declarando su doctrina del Destino Manifiesto, y los Californios se preocuparon cada vez más por sus intenciones. Vallejo consultó con Castro y Alvarado y recomendó que México enviara refuerzos militares para hacer cumplir su control militar de California.
Alvarado, a los 27 años, fue nombrado gobernador, pero el ayuntamiento de Los Ángeles protestó. Alvarado, Castro y Graham fueron al sur y negociaron un compromiso después de tres meses, evitando una guerra civil. Sin embargo, el concejo municipal de San Diego expresó su desacuerdo con la revuelta de Alvarado. Esta vez, el gobierno mexicano estuvo involucrado y hubo rumores de que el ejército mexicano estaba listo para intervenir. Alvarado pudo negociar otro compromiso para mantener la paz.
Sin embargo, México incumplió el acuerdo y nombró a Carlos Antonio Carrillo, que era muy popular entre los sureños, gobernador el 6 de diciembre de 1837. Esta vez estalló una guerra civil y después de varias batallas, Carrillo fue expulsado. México finalmente cedió y reconoció a Alvarado como gobernador.
Alvarado se casó con Doña Martina Castro el 24 de agosto de 1839 en Santa Clara, pero no asistió a su boda, en la que fue sustituido por su medio hermano, José Antonio Estrada. Aunque afirmó haber sido detenido en Monterrey por asuntos oficiales, se rumoreaba que estaba realmente borracho e incapacitado. Después de la boda, Alvarado vivió con su esposa en Monterrey, pero continuó viéndose con su amante, Raymunda, que vivía cerca.
El proceso de secularización de las misiones estaba en sus etapas finales, y fue en este momento que Alvarado repartió gran parte de sus tierras a Californios prominentes a través de concesiones de tierras. A pesar de que no tomó tierra para sí mismo, sí cambió su Rancho El Sur a John B.R. Cooper a cambio de Rancho Bolsa del Potrero, que posteriormente vendió a Cooper. Compró Rancho El Alisal cerca de Salinas en 1841 de su antiguo tutor William Hartnell.
En abril de 1840, un informe de una revuelta planeada contra Alvarado por un grupo de extranjeros, dirigido por su ex aliado Isaac Graham, hizo que el gobernador ordenara su arresto y su deportación a la Ciudad de México para su juicio. Finalmente, sin embargo, fueron absueltos de todos los cargos en junio de 1841. También en 1841, los líderes políticos en los Estados Unidos declararon su doctrina del Destino Manifiesto, y los californianos estaban cada vez más preocupados por las intenciones de EE. UU. Vallejo confirió a Castro y Alvarado la recomendación de que México envíe refuerzos militares para reforzar su posición militar en California.

## Tensiones entre el norte y el sur de California
En respuesta, el presidente mexicano Antonio López de Santa Anna envió al general de brigada Manuel Micheltorena y 300 hombres a las Californias en enero de 1842. Micheltorena iba a asumir el cargo de gobernador y el de comandante general. El 19 de octubre, antes de que Micheltorena llegara a Monterrey, el comodoro estadounidense Thomas ap Catesby Jones pensó erróneamente que había estallado una guerra entre EE. UU. Y México. Navegó a la bahía de Monterrey y exigió la rendición del presidio de Monterrey. La fuerza de Micheltorena todavía estaba en el sur y el presidio de Monterrey no tenía suficiente personal. Alvarado se rindió a regañadientes y se retiró a Rancho El Alisal. Al día siguiente, el comodoro Jones se enteró de su error, pero Alvarado se negó a regresar y, en su lugar, remitió a Micheltorena al comodoro.
Micheltorena finalmente llegó a Monterrey, pero no pudo controlar a sus tropas, algunas de las cuales eran convictas. Esto fomentó los rumores de una revuelta, y hacia 1844, Alvarado se asoció con los descontentos y Micheltorena ordenó su detención. Su detención fue efímera, ya que Micheltorena tenía órdenes de organizar un gran contingente en preparación para la guerra contra los EE. UU. y necesitaba toda la ayuda posible.
Esto resultó ser contraproducente para él, ya que el 14 de noviembre de 1844, un grupo de californianos dirigido por José Castro se rebeló contra la autoridad mexicana. José Castro y Alvarado comandaron las tropas. No hubo lucha. Se negoció una tregua y Micheltorena acordó despedir a sus tropas convictas. Micheltorena más tarde renegó del trato y estalló la pelea esta vez. Los rebeldes ganaron la Batalla de Providencia en febrero de 1845 en el río Los Ángeles y Micheltorena y sus tropas salieron de California.
Pío Pico se instaló como gobernador en Los Ángeles y José Castro se convirtió en comandante general. Más tarde, Alvarado fue elegido para el Congreso mexicano. Se preparó para mudarse a Ciudad de México, pero Pico rechazó la financiación para la transferencia, y las relaciones entre el norte y el sur de California se deterioraron aún más.
John C. Frémont llegó a Monterrey a principios de 1846. Temeroso de la agresión extranjera, Castro reunió a su milicia, con Alvarado segundo al mando, pero Frémont se dirigió al norte hacia Oregón. Una situación política inestable en México tensó las relaciones entre los californios y parecía que la guerra civil estallaría entre el norte y el sur.

## La guerra contra EE. UU.
El 7 de julio, el comodoro John D. Sloat ocupó Monterrey, declarando a la ciudadanía que la Guerra México-Estadounidense había comenzado. Pico, Castro y Alvarado dejaron de lado sus diferencias para centrarse en la amenaza estadounidense, pero a fines de agosto, Pico y Castro huyeron a México, y Alvarado fue capturado. Luego de su liberación, Alvarado pasó el resto de la guerra en su propiedad en Monterrey.

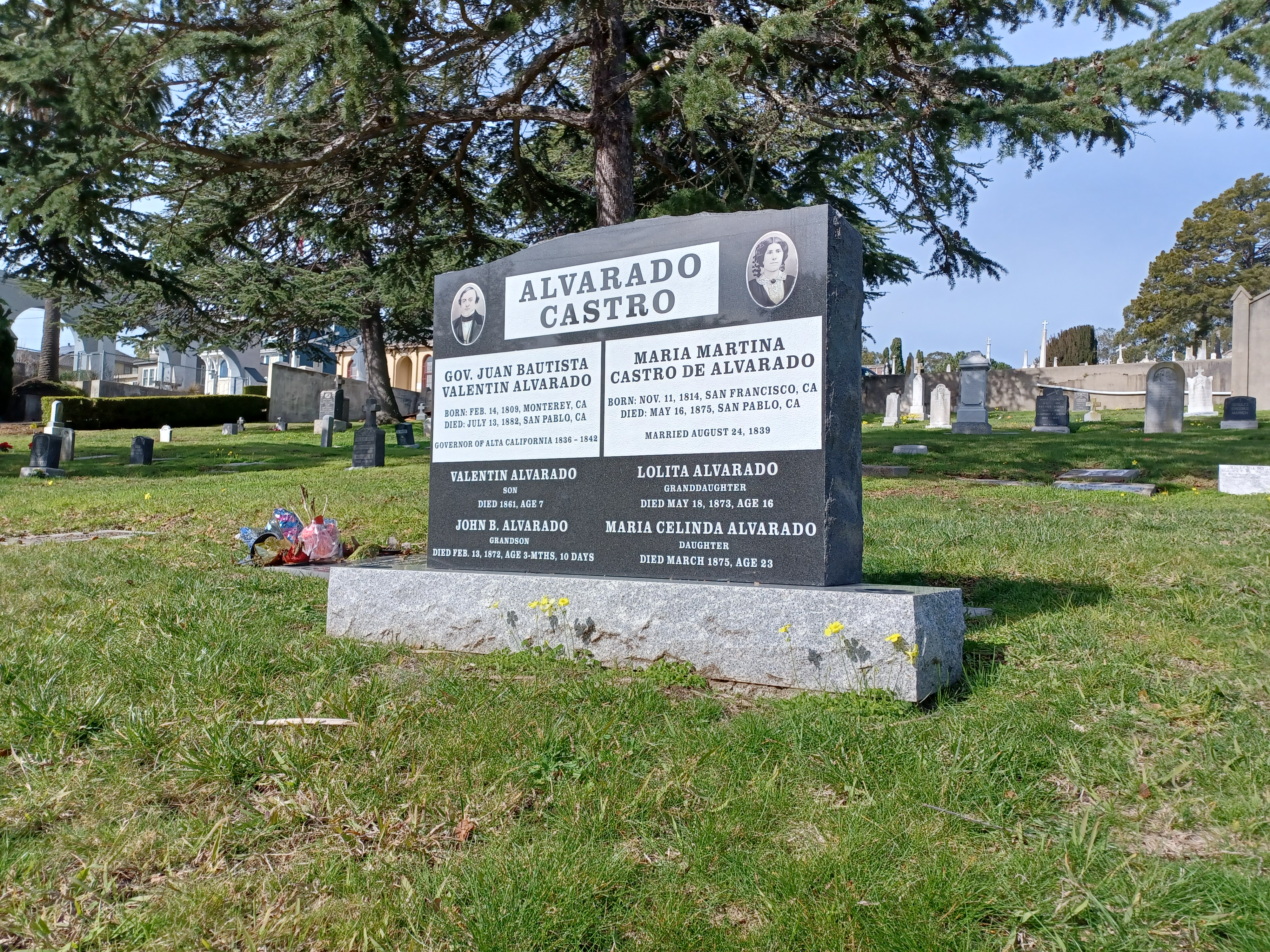
Tumba en Oakland

Después de la guerra, a Alvarado le ofrecieron la gobernación, pero la rechazó, y se retiró a la propiedad familiar de su esposa Martina en Rancho San Pablo en 1848. Alvarado no participó en la fiebre del oro de California, sino que concentró sus esfuerzos en la agricultura y los negocios. Abrió el Union Hotel en el rancho (1860), pero sus negocios no tuvieron éxito. Después de la muerte de Martina en 1876, Alvarado escribió su Historia de California. Murió en su rancho en 1882 y está enterrado en el cementerio Saint Mary, en Oakland.
La casa de adobe de Alvarado, al pie de la calle Alvarado en el centro de Monterrey, sobrevive como un hito histórico de California. El antiguo asentamiento de Alvarado (ahora parte de Union City) recibió su nombre, al igual que la calle Alvarado en Noe Valley, San Francisco. Algunas partes del adobe Rancho San Pablo se incorporan al campus actual del gobierno de la Ciudad de San Pablo y el Parque Alvarado dentro del Parque Regional Wildcat Canyon recibe su nombre en su honor.